# Cetona (química)

R^{1}(CO)R^{2}, fórmula general de las cetonas.

Una cetona (del plural alemán ketone) es un compuesto orgánico que tiene un grupo funcional carbonilo unido a dos átomos de carbono, a diferencia de un aldehído, en el que el grupo carbonilo se une a al menos un átomo de hidrógeno. Cuando el grupo funcional carbonilo es el de mayor relevancia en dicho compuesto orgánico, las cetonas se nombran agregando el sufijo -ona al hidrocarburo del cual provienen (hexano, hexanona; heptano, heptanona; etc). También se puede nombrar posponiendo cetona a los radicales a los cuales está unido (por ejemplo: metilfenil cetona). Cuando el grupo carbonilo no es el grupo prioritario, se utiliza el prefijo oxo- (ejemplo: 2-oxopropanal).
El grupo funcional carbonilo consiste en un átomo de carbono unido con un doble enlace covalente a un átomo de oxígeno.
El tener 2 radicales orgánicos unidos al grupo carbonilo es lo que lo diferencia de los ácidos carboxílicos, aldehídos, ésteres. El doble enlace con el oxígeno es lo que lo diferencia de los alcoholes y éteres. Las cetonas suelen ser menos reactivas que los aldehídos dado que los grupos alquílicos actúan como dadores de electrones por efecto inductivo.

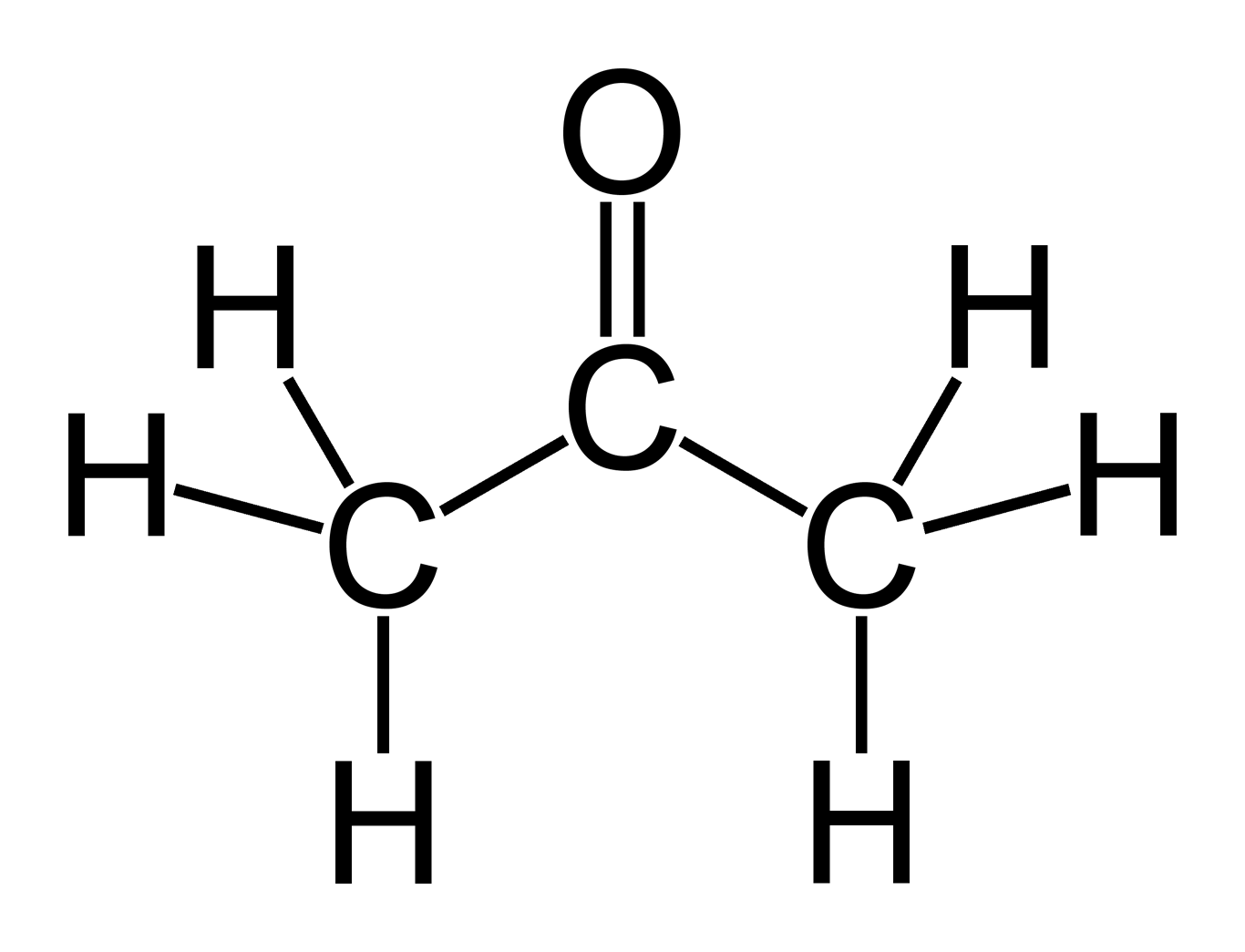
La propanona (comúnmente llamada acetona) es la cetona más simple.

## Nomenclatura y etimología

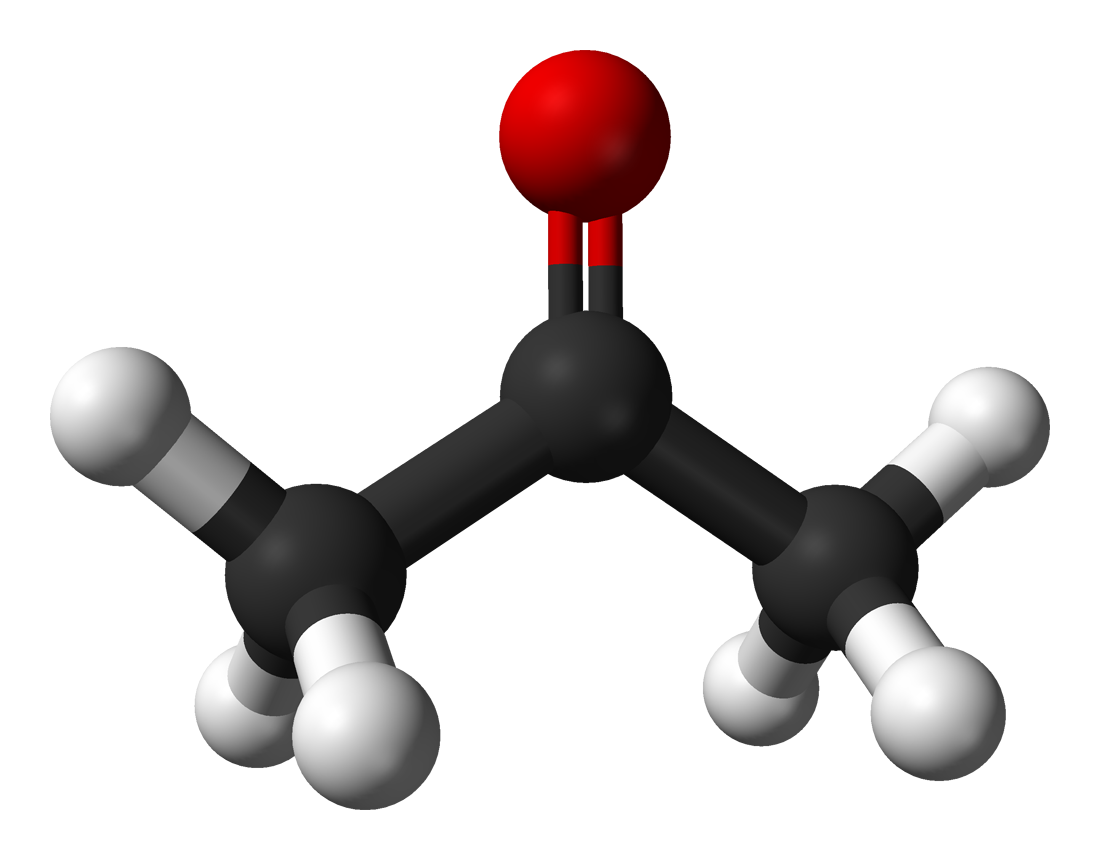
modelo de bolas de la acetona.

La palabra "cetona" se deriva de Aketon, una antigua palabra alemana para acetona.
De acuerdo con las reglas de la nomenclatura IUPAC, los nombres de cetonas se derivan cambiando el sufijo -ano del padre alcano a -ona. Por lo general, la posición del grupo carbonilo se indica con un número, pero los nombres tradicionales no sistemáticos todavía se usan generalmente para las cetonas más importantes, por ejemplo acetona y benzofenona. Estos nombres no sistemáticos se consideran nombres IUPAC retenidos, aunque algunos libros de texto de introducción a la química usan nombres sistemáticos como "2-propanona" o "propan-2-uno" para la cetona más simple (CH
3−C(=O)−CH
3) en lugar de "acetona".
Los nombres derivados de las cetonas se obtienen escribiendo por separado los nombres de los dos grupos alquilo unidos al grupo carbonilo, seguidos de "cetona" como palabra separada. Tradicionalmente, los nombres de los grupos alquilo se escribían en orden creciente de complejidad, por ejemplo metiletilcetona. Sin embargo, según las reglas de la nomenclatura IUPAC, los grupos alquilo se escriben alfabéticamente, por ejemplo etil metil cetona. Cuando los dos grupos alquilo son iguales, se añade el prefijo "di-" antes del nombre del grupo alquilo. Las posiciones de otros grupos se indican con letras griegas, siendo el carbono α el átomo adyacente al grupo carbonilo.
Aunque se usa con poca frecuencia, oxo es la nomenclatura IUPAC para el grupo oxo (=O) y se usa como prefijo cuando la cetona no tiene la prioridad más alta. Sin embargo, también se utilizan otros prefijos. Para algunas sustancias químicas comunes (principalmente en bioquímica), "ceto" se refiere a la cetona grupo funcional.

## Clasificación

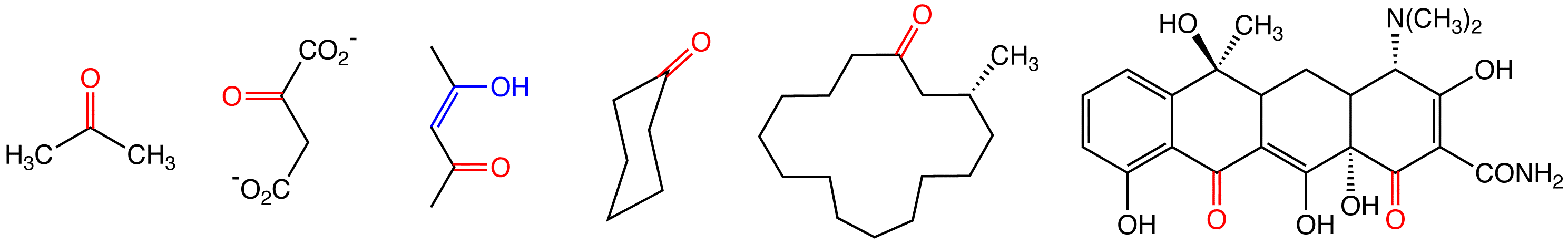
Cetonas representativas. A partir de la izquierda: acetona, un disolvente común; ácido oxaloacético, un elemento intermedio del ciclo de Krebs del metabolismo de azúcares; acetilacetona en su forma (mono) enol (el grupo enol en azul); ciclohexanona, precursor del nylon; muscona, un olor animal; y tetraciclina, un antibiótico.

### Cetonas alifáticas

Formula general.

Resultan de la oxidación moderada de los alcoholes secundarios. Si los radicales alquilo R son iguales la cetona se denomina simétrica, de lo contrario será asimétrica, siempre y cuando exista un átomo covalente con otro.
- Isomería
  - Las cetonas son isómeros de los aldehídos de igual número de carbono.
  - Las cetonas de más de cuatro carbonos presentan isomería de posición. (En casos específicos)
  - Las cetonas presentan tautomería

### Cetonas  aromáticas
Se destacan las quinonas, derivadas del benceno y carbón.

### Cetonas mixtas
Cuando el grupo carbonilo se acopla a un radical arílico y un alquilico, como el fenilmetilbutanona.
Para nombrar los cetonas tenemos dos alternativas:
- El nombre del hidrocarburo del que procede terminado en -ona. Como sustituyente debe emplearse el prefijo oxo-.
- Citar los dos radicales que están unidos al grupo Carbonilo por orden alfabético  y a continuación la palabra cetona.

## Propiedades físicas
Los compuestos carbonílicos presentan puntos de ebullición más bajos que los alcoholes de su mismo peso molecular. No hay grandes diferencias entre los puntos de ebullición de aldehídos y cetonas de igual peso molecular.
Los compuestos carbonílicos de cadena corta son solubles en agua y a medida que aumenta la longitud de la cadena disminuye la solubilidad.

## Propiedades químicas
- Al hallarse el grupo carbonilo en un carbono secundario son menos reactivas que los aldehídos.
- Solo pueden ser oxidadas por oxidantes fuertes como el permanganato de potasio, dando como productos dos ácidos con menor número de átomos de carbono.
- Por reducción dan alcoholes secundarios.
- No reaccionan con el reactivo de Tollens para dar el espejo de plata como los aldehídos, lo que se utiliza para diferenciarlos.
- Tampoco reaccionan con los reactivos de Fehling y Schiff.

## Síntesis

### Por cambio de grupo funcional
- Oxidación de alcoholes secundarios
- Hidratación de alquinos
- Hidrólisis de dihalogenuros geminales
- Reacción de Nef

### Por unión de esqueletos de carbono
- Síntesis de Gilman
- Síntesis de Weinreb
- Síntesis de Fukuyama
- Acilaciones de Friedel-Crafts y de Houben-Hoesch
- Reacción de Haworth
- Condensación aciloínica
- Síntesis de Bally-Scholl
- Transposición benzoínica
- Síntesis de Blaise
- Condensación de Claisen y Condensación de Dieckmann
- Reacción quelotrópica de una cetena con diazometano
- Cicloadición de una cetena con olefinas
- Reacción de Diels Alder con cetenas
- Ciclización de Ruzicka
- Reacción de Dakin–West
- Reactivos de Grignard con nitrilos
- Reacción de Darzens
- Reacción de Darzens-Nenitzescu
- Reacción de Pauson-Khand para obtener 2-ciclopentenonas

### Por transposición
- Transposición de Claisen
- Transposición de Carroll
- Transposición de Fries
- Transposición de Kornblum–DeLaMare
- Transposición de Baker–Venkataramane
- Transposición de Criegee
- Transposición de Meyer–Schuster y reacción de Favorskii

### Por ruptura de esqueletos de carbono
- Ozonólisis de Harris
- Reacción de Malaprade

## Reacciones de cetonas
Las reacciones de los aldehídos y cetonas son esencialmente de tres tipos; adición nucleofílica, oxidación y reducción.
Adición nucleofílica:
Debido a la resonancia del grupo carbonilo la reacción más importante de aldehídos y cetonas es la reacción de adición nucleofílica cuyo mecanismo es el siguiente:
Siguen este esquema la reacción con hidruros ( NaBH4, LiAlH4 ) donde Nu- = H- y la reacción con organometálicos (RMgLi, RLi) donde Nu- = R-.
- Adición nucleofílica de alcoholes.
- Adición de amina primaria.
- Adición de Hidroxilamina.
- Adición de hidracinas.
- Adición de Ácido Cianhídrico.

Ejemplos de reacciones de cetonas son la reacción de Grignard, la reacción de Reformatski, Transposición de Baker-Venkataraman.
Las cetonas se pueden oxidar para formar ésteres en la Oxidación de Baeyer-Villiger.

Las cetonas que poseen hidrógenos en posición α al grupo carbonilo dan también reacciones de condensación mediante un mecanismo en el que una base fuerte sustrae un hidrógeno α de la cetona generando un enolato, el cual (en su forma carbaniónica) actúa como nucleófilo sobre el grupo carbonilo de otra molécula de la misma cetona o de otro compuesto carbonílico (otra cetona, aldehído, éster, etc). Luego de la adición nucleofílica del carbanión al grupo carbonilo se genera un aldol mediante la acidificación del medio, el cual puede deshidratarse por calentamiento de la mezcla de reacción, obteniéndose un compuesto carbonílico α,ß-insaturado. Cabe aclarar que no siempre es necesaria la acidificación del medio de reacción y que en muchas reacciones de condensación se obtiene el producto deshidratado de manera espontánea (esto depende de la estabilidad relativa de los posibles productos de la condensación).
El carbonilo de las cetonas puede reaccionar con alquenos en cicloadiciones [2 + 2] para formar oxetanos (Reacción de Paterno-Büchi)

## Nomenclatura de cetonas
Para mayores detalles, consulte Nomenclatura de cetonas

### Nomenclatura sustitutiva

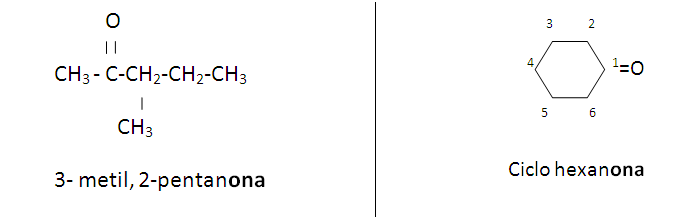
Nomenclatura sustitutiva.

En la nomenclatura de cetonas para nombrarlas se toma en cuenta el número de átomos de carbono y se cambia la terminación por ONA, indicando el carbono que lleva el grupo carbonilo (CO). Además se debe tomar como cadena principal la de mayor longitud que contenga el grupo carbonilo y luego se enumera de tal manera que este tome el localizador más bajo.

### Nomenclatura radicofuncional

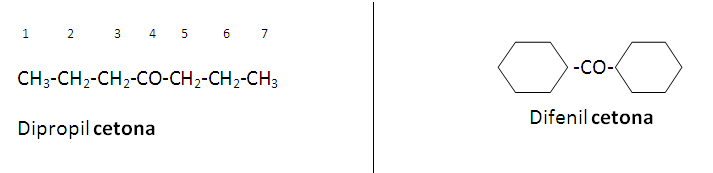
Nomenclatura radicofuncional en cetonas simétricas.

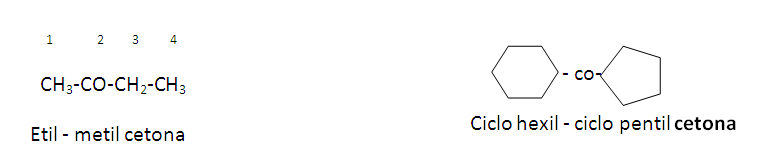
Nomenclatura radicofuncional en cetonas asimétricas.

Otro tipo de nomenclatura para las cetonas, consiste en nombrar las cadenas como sustituyentes, ordenándolas alfabéticamente, se nombran los radicales y se aumenta la palabra CETONA. Si los dos radicales son iguales es una cetona simétrica, y si los radicales son diferentes es una cetona asimétrica.

### Nomenclatura en casos especiales

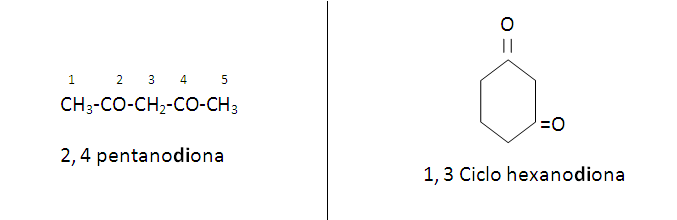
Cadenas con 2 o más grupos CO. Nomenclatura sustitutiva.

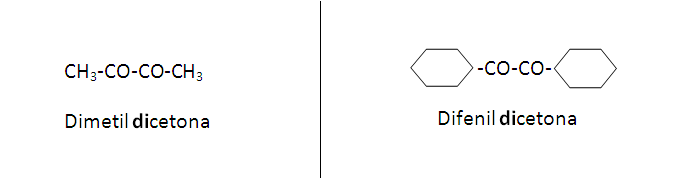
Cadenas con dos o más grupos CO. Nomenclatura radicofuncional.

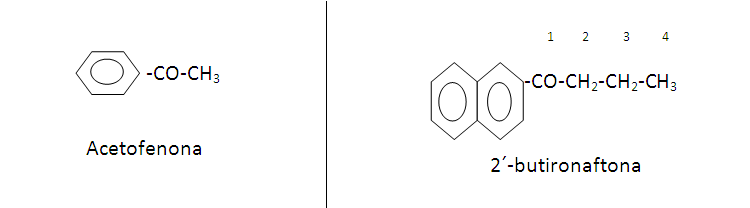
Casos especiales de cetonas con otro tipo de nomenclatura.

En los casos en los que existen dos o más grupos carbonilos en una misma cadena, se puede usar la nomenclatura sustitutiva. En esta nomenclatura si existen dos o más grupos CO aumentamos los prefijos (di, tri, tetra, etc.), antes de la terminación -ona.
Así como en la nomenclatura sustitutiva, también en la nomenclatura radicofuncional, si existen dos o más grupos CO en una misma cadena se nombra normalmente los radicales y se antepone el prefijo (di, tri, tetra, etc) a la palabra cetona.
Para algunos compuestos en los que el grupo carbonilo CO se encuentra directamente unido a un anillo bencénico o naftalénico se puede utilizar las nomenclaturas ya antes nombradas y también este otro tipo de nomenclatura que consiste en indicar los grupos:
- CH3-CO-
- CH3-CH2-CO-
- CH3-CH2-CH2-CO-, etc

mediante los nombres aceto, propio, butiro, etc. y agregarles la terminación fenona o naftona.

### Nomenclatura de cetonas que actúan como radicales dentro de la cadena

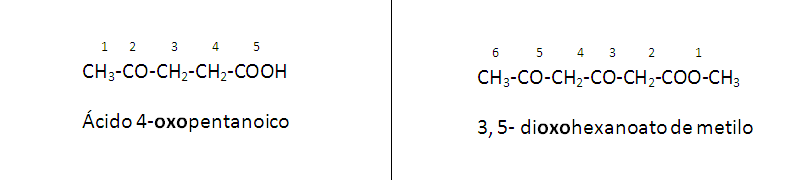
Cadenas con cetonas que no gozan de prioridad debido a la existencia de otros grupos funcionales más importantes. Nomenclatura con prefijo oxo.

La nomenclatura ya antes nombrada se toma para casos considerados en que la función cetona tiene prioridad, pero cuando la cetona no es el grupo funcional principal, sino que hay otra función u otras funciones con mayor preferencia se emplea esta nomenclatura:
Para indicar al grupo CO se emplea el prefijo OXO.

## Bioquímica
Las cetonas son omnipresentes en la naturaleza. La formación de compuestos orgánicos en la fotosíntesis se produce a través de la cetona ribulosa-1,5-bisfosfato. Muchos azúcares son cetonas, conocidas colectivamente como cetosa. La cetosa más conocida es la fructosa; existe sobre todo como un hemicetal cíclico, que enmascara el grupo funcional de la cetona. La síntesis de ácidos grasos procede a través de cetonas. El acetoacetato es un intermedio en el ciclo de Krebs que libera energía de azúcares y carbohidratos.
En medicina, la acetona, el acetoacetato y el beta-hidroxibutirato se denominan colectivamente cuerpos cetónicos, generados a partir de carbohidratos, ácidos grasos y aminoácidos en la mayoría de los vertebrados, incluidos los humanos. Los cuerpos cetónicos se elevan en la sangre (cetosis) después del ayuno, incluida una noche de sueño; tanto en sangre como en orina en inanición; en hipoglucemia, debido a causas distintas de hiperinsulinismo; en varios errores congénitos del metabolismo, e inducidos intencionalmente a través de una dieta cetogénica, y en cetoacidosis (generalmente debido a diabetes mellitus). Aunque la cetoacidosis es característica de la diabetes tipo 1 descompensada o no tratada, la cetosis o incluso la cetoacidosis también pueden ocurrir en la diabetes tipo 2 en algunas circunstancias.

## Aplicaciones
Las cetonas se producen a gran escala en la industria como disolventes, precursores de polímeros y productos farmacéuticos. En términos de escala, las cetonas más importantes son acetona, metiletilcetona y ciclohexanona. También son comunes en bioquímica, pero menos que en química orgánica en general. La combustión de hidrocarburos es un proceso de oxidación descontrolado que da cetonas así como muchos otros tipos de compuestos.

## Toxicidad
Aunque es difícil generalizar sobre la toxicidad de una clase tan amplia de compuestos, las cetonas simples no son, en general, muy tóxicas. Esta característica es una de las razones de su popularidad como disolventes. Las excepciones a esta regla son las cetonas insaturadas como la metil vinil cetona con LD50 de 7 mg/kg (oral).